# 7661 Рейнкен
7661 Рейнкен (7661 Reincken) — астероїд головного поясу, відкритий 10 серпня 1994 року Еріком Вальтером Ельстом в обсерваторії Ла-Сілья. Названий на честь органіста Йоганна Адама Райнкена (1623—1722).
Тіссеранів параметр щодо Юпітера — 3,294. 